# Joe Garland
Joseph Copeland Garland (* 15. August 1903 in Norfolk, Virginia; † 21. April 1977 in Teaneck, New Jersey) war ein US-amerikanischer Jazz-Saxophonist, Komponist und Arrangeur.

## Leben und Karriere
Joe Garland war der Bruder des Trompeters Moses Garland. Er studierte am Aeolian Conservatory in Baltimore, spielte in den 1920ern bei Elmer Snowden und Leon Abbey, in der Blue Rhythm Band (1931–1937), bei Edgar Hayes und Don Redman (1938) sowie bei Louis Armstrong (in der Band von Luis Russell, 1939–1941). Dann arbeitete er für Claude Hopkins und für Earl Hines. Kurzfristig war er auch Bandleader des „Stell-Orchestra“. Er nahm auch mit Jelly Roll Morton, Duke Ellington und Henry Red Allen auf. Außerdem war er einer der bedeutendsten Komponisten für Glenn Miller. Er schrieb für ihn Kompositionen, die bis heute als Jazzstandard gelten, unter anderem „In the Mood“. Außerdem schrieb er „Leap Frog“ für Les Brown. 
In den 1950er Jahren arbeitete er als Hausverwalter in New York City, leitete aber 1959 eine Big Band in New Jersey, der June Coles und Louis Metcalf angehörten.

## Werke (Auszug)
- In the Mood
- Leap Frog

## Arrangements (Auszug)
- Little Brown Jug